# Комар Бергрота
Комар Бергрота (лат. Culiseta bergrothi) — вид двукрылых из семейства кровососущих комаров.

## Описание
Мелкие комары длиной тела длиной 6-7 мм. Отличаются наличием хорошо заметных пятен на жилках крыльев и отсутствием колечек на лапках. Вокруг дыхалец имеется менее 15 щетинкок. Самки имеют тёмно-коричневатую окраску, бочки груди с несколько светлее за счёт белых или кремово-белых чешуек. Хоботок покрыт черными чешуйками. У самцов хоботок короче щупиков.

## Экология
Личинки развиваются в небольших глубоких стоячих затенённых водоёмах в заболоченных лесах и тундре. Избегают нарушенных местообитаний. Нападают преимущественно на крупных млекопитающих, реже на человека и птиц. Зимуют только самки. В течение года в северных частях ареала успевает развиться только одно поколение, на юге может быть несколько поколений. Являются переносчиками дирофиллярий.

## Распространение
Встречается в таёжной и тундровой зонах Евразии.